# Paweł z Samosaty
Paweł z Samosaty (ur. ok. 200, zm. ok. 273) – wczesnochrześcijański biskup, patriarcha Antiochii, teoretyk monarchianizmu.

## Życiorys
Urodził się około 200 r. i pochodził z Samosaty. Biskupem Antiochii został około 260 r. Paweł uważał Jezusa za człowieka narodzonego z Maryi, który został przysposobiony przez Boga. Odrzucał pogląd, że Chrystus był synem Bożym – twierdził, że stał się nim dopiero po narodzinach. Został potępiony przez dwa synody w latach 263–268, a trzeci w 269 złożył go z urzędu. Paweł zdołał utrzymać stolicę biskupią do 272 r., dzięki poparciu królowej Palmyry Septymii Zenobii. Został wówczas ostatecznie obalony, kiedy Antiochia została ponownie podbita przez cesarza Lucjusza Aureliana. Zmarł około 273 r. Jego zwolennicy działali jeszcze do końca IV wieku.